# 4. tisočletje pr. n. št.
4. tisočletje pred našim štetjem obsega leta od 3001 pr. n. št. do vključno 4000 pr. n. št.

## Stoletja in desetletja
| 31. stoletje pr. n. št. |
| 32. stoletje pr. n. št. |
| 33. stoletje pr. n. št. |
| 34. stoletje pr. n. št. |
| 35. stoletje pr. n. št. |
| 36. stoletje pr. n. št. |
| 37. stoletje pr. n. št. |
| 38. stoletje pr. n. št. |
| 39. stoletje pr. n. št. |
| 40. stoletje pr. n. št. |

## Dogodki
- Umrl je ledeni človek Ötzi.